# McCormack-reactie
De McCormack-reactie is een organische reactie, waarbij een 1,3-dieen (zoals 1,3-butadieen of isopreen) en een fosfine (zoals dichloorfenylfosfaan) reageren tot een organofosforverbinding:
De reactie verloopt via een pericyclisch proces, waarbij een 4-center-pi-systeem (het dieen) en een 1-center-pi-systeem (het fosfine) in een geconcerteerd 1-stapsproces met elkaar reageren. Het resulterende reactieproduct kan gehydrolyseerd worden met een sterke base tot het fosfineoxide.